# Ternate (miasto)
Ternate – miasto w Indonezji na wyspie Ternate w prowincji Moluki Północne. Według danych z 2010 r. liczy ponad 160 tys. mieszkańców. Stanowiło tymczasową siedzibę administracji prowincji do czasu ukończenia budowy stolicy Sofifi. Miasto jest głównym skupiskiem użytkowników języka malajskiego Moluków Północnych.
Ternate jest głównym portem morskim prowincji, nastawionym na eksport przypraw korzennych, kawy, pieprzu i drewna. Znajduje się tu m.in. port lotniczy Ternate-Babullah i Universitas Khairun (uniwersytet), założony w 1964 r.